# Motherwell FC
The Motherwell Football & Athletic Club Ltd. är en skotsk fotbollsklubb från Motherwell, Skottland, bildad år 1886. De spelar för närvarande i Scottish Premier League. Tränare sedan 2017 är Stephen Robinson. Hemmadressen är orange med ett rött band på bröstet, röda shorts och orange strumpor. Bortadressen är helt vit med ett rött band på bröstet.

## Historia

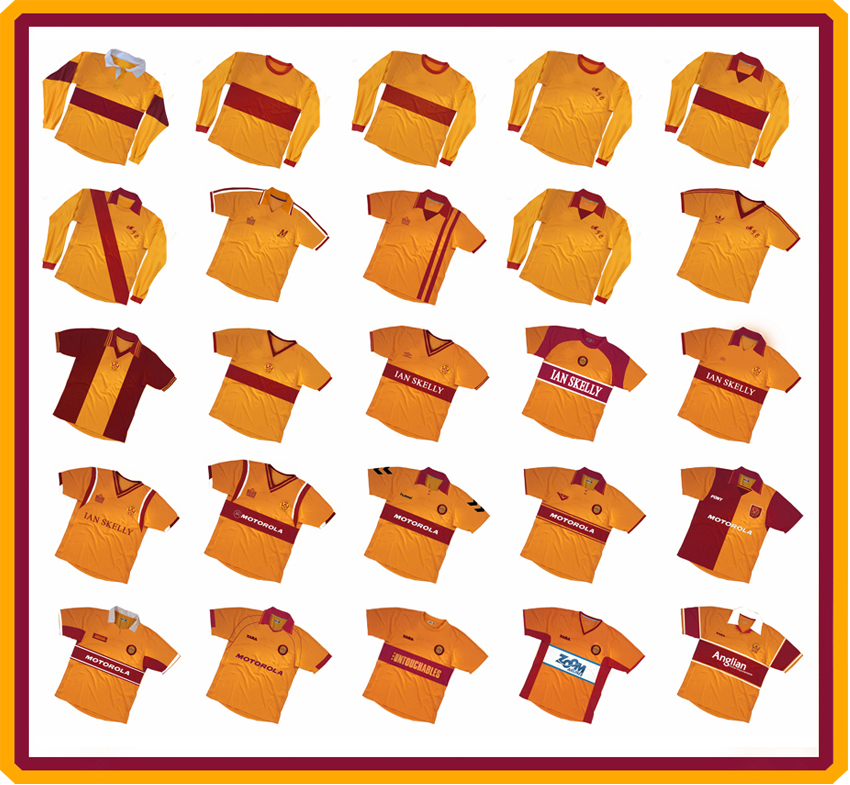
Ett montage av Motherwell F.C. hemmaställ 1935 till 2006

Klubben är en av Skottlands äldsta men har haft svårt att nå några större framgångar. En kort storhetstid infann sig under första halvan av 1950-talet med seger i den skotska Ligacupen 1950 (0-3 mot Hibernian FC) och i Scottish Cup 1952 (4-0 mot Dundee FC). Därefter började en lång ökenvandring för klubben, som under decennierna som följde kom att pendla mellan första- och andra divisionen.
Sedan 1984 har klubben dock spelat i högsta serien utan avbrott. Sin senaste titel tog klubben i Scottish Cup som de vann 1991. 
Den 29 december 2007 blev Motherwell FC centrum för fotbollsvärldens uppmärksamhet när klubbens mittfältare Phil O'Donnell föll ihop under en hemmamatch mot Dundee United FC. Han avled senare i ambulans på väg till sjukhuset, dödsorsaken förblev dock oklar.
Klubben kvalificerade sig för cupspel i Europa för första gången i Uefacupen 2008/2009, men åkte ut i första omgången mot Nancy från Frankrike med 0-1 borta och 0-2 hemma.
Den gamla skotska storklubben Rangers FC missade Uefa Champions League säsongen 2012/13 på grund av en skattetvist med det skotska skatteverket som gjort att klubben är under tvångsförvaltning och kom senare att tvångsdegraderas till skotska division 4. Motherwell FC tog i och med detta Rangers plats i tabellen eftersom de kom trea i ligan, vilket innebar kvalförspel i Europa. Det blev dock förlust mot grekiska Panathinaikos med 0-2 hemma och borta med 0-3.

## Arena
Hemmaarenan heter Fir Park. Kapaciteten är 13 742. Nedanför taket på östra läktaren står det med stora bokstäver "PLEASE KEEP CIGARETTES AWAY FROM THE MATCH".

## Truppen
(L) - Inlånad spelare
| 1  | England   | Aston Oxborough  | 9 maj 1998      | Norwich City (-22) |
| 13 | England   | Calum Ward       | 17 oktober 2000 | Oulu (-25)         |
| 31 | Skottland | Matthew Connelly | 2 mars 2003     | Motherwell FC      |

| 2  | Skottland  | Stephen O'Donnell | 11 maj 1992       | Kilmarnock (-20)     |
| 4  | Skottland  | Liam Gordon       | 26 januari 1996   | St. Johnstone (-24)  |
| 5  | Nordirland | Kofi Balmer       | 19 september 2000 | Crystal Palace (-24) |
| 6  | Skottland  | Jordan McGhee     | 24 juli 1996      | Dundee (-25)         |
| 16 | Skottland  | Paul McGinn       | 22 oktober 1990   | Hibernian (-22)      |
| 22 | Australien | John Koutroumbis  | 6 mars 1998       | Perth Glory (-24)    |
| 23 | Skottland  | Ewan Wilson       | 19 november 2004  | Motherwell FC        |

| 7  | Wales     | Tom Sparrow     | 6 december 2002   | Stoke City (-24)       |
| 8  | England   | Callum Slattery | 8 februari 1999   | Southampton (-21)      |
| 11 | Skottland | Andy Halliday   | 11 oktober 1991   | Hearts (-24)           |
| 12 | Österrike | Lukas Fadinger  | 27 september 2000 | Rheindorf Altach (-25) |
| 20 | Skottland | Elliot Watt     | 11 mars 2000      | Burton Albion (-25)    |
| 26 | Skottland | Olly Whyte      | 27 november 2006  | Motherwell FC          |
| 27 | Skottland | Dylan Wells     | 20 mars 2006      | Motherwell FC          |
| 38 | Skottland | Lennon Miller   | 25 augusti 2006   | Motherwell FC          |

| 9  | Australien  | Apostolos Stamatelopoulos | 9 april 1999     | Newcastle Jets (-24)       |
| 14 | England     | Zach Robinson             | 11 juni 2002     | Wimbledon (-24)            |
| 15 | Skottland   | Eseosa Sule (L)           | 1 april 2006     | West Bromwich Albion (-25) |
| 17 | Serbien     | Filip Stuparević          | 30 augusti 2000  | Domžale (-24)              |
| 18 | Zimbabwe    | Tawanda Maswanhise        | 20 november 2002 | Leicester City (-24)       |
| 19 | Skottland   | Sam Nicholson             | 20 januari 1995  | Colorado Rapids (-24)      |
| 21 | Nya Zeeland | Elijah Just               | 1 maj 2000       | Horsens (-25)              |
| 28 | Skottland   | Luca Ross                 | 11 augusti 2006  | Motherwell FC              |

### Utlånade spelare
| Nr | Land | Pos | Namn |
| -- | ---- | --- | ---- |